# Gilbert Seldes

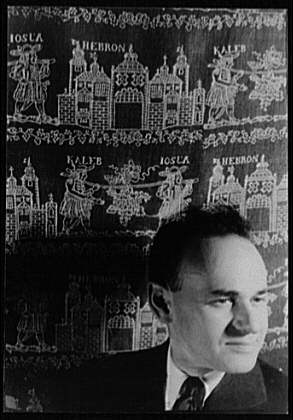
Gilbert Seldes fotografado por Carl Van Vechten, 1932

Gilbert Vivian Seldes (Alliance, Nova Jersey, 3 de janeiro de 1893 – 29 de setembro de 1970) foi um escritor estado-unidense e crítico cultural.  Ele foi editor e crítico de teatro do The Dial.  Ele é mais famoso por seu livro de 1924, The Seven Lively Arts.
Nascido em Alliance, Nova Jersey, ele freqüentou a Universidade Harvard e foi o correspondente em Nova Iorque para o The Criterion de T. S. Eliot.
Na década de 1930, Seldes adaptou Lisístrata e Sonho de uma Noite de Verão para a Broadway. Mais tarde produziu filmes, escreveu roteiros para o rádio e tornou-se o primeiro diretor de televisão da CBS News e o reitor fundador da Escola de Comunicação Annenberg na Universidade da Pensilvânia.
A atriz Marian Seldes é sua filha.  O jornalista George Seldes foi seu irmão mais velho.

## Leituras adicionais
- Kammen, Michael G. (1996). The Lively Arts: Gilbert Seldes and the Transformation of Cultural Criticism in the United States. [S.l.]: Oxford University Press. ISBN 0-19-509868-4